# Giuseppe Angelini (politico)
Giuseppe Angelini (Novafeltria, 15 gennaio 1920 – Pesaro, 8 gennaio 2007) è stato un politico italiano.